# Stig Lundqvist (fysiker)
Stig Olof Lundqvist, född 9 augusti 1925 i Gudmundrå, Västernorrlands län, död 6 april 2000, var en svensk teoretisk fysiker. Han var son till folkskollärarna Helmer Lundqvist och Ester Lundqvist, född Landgren. Hans forskningsfält var den kondenserade materiens fysik.
Lundqvist disputerade 1955 vid Uppsala universitet. Han blev laborator vid Chalmers tekniska högskola 1961 och var professor i teoretisk fysik där 1963–1990. Han blev ledamot av Ingenjörsvetenskapsakademien 1970 och av Kungliga Vetenskapsakademien 1973 samt av Nobelkommittén för fysik 1973–1985, varav som ordförande 1980–1985. Han tilldelades Chalmersmedaljen 1990.
Under hela studietiden 1942–1955 försörjde Lundqvist sig som jazzmusiker (trumpet och piano).